# Contea di Yang
La contea di Yang (洋县S, Yáng XiànP) è una contea della Cina, situata nella provincia dello Shaanxi e amministrata dalla prefettura di Hanzhong.